# Fujiwara no Kinshi (Go-Shirakawa)
Fujiwara No Kinshi (徳大寺忻子 hoặc 藤原忻子 (Đức Thái Tự Hân Tử và Đằng Nguyên Tự Hân Tử)), còn được gọi là Chōrakumon-in (長楽門院 (Tràng Lạc Môn Viên)) là một nữ hoàng của Thiên hoàng Go-Nijō.
Cô ấy là con gái lớn của Daijō daijin Tokudaiji Kintaka. Mẹ cô là Fujiwara no Yoshiko (藤原喜子 (Đằng Nguyên Hi Tử)), con gái thứ ba của Naidaijin Sanjō Kinchika.
Năm 1303, Kinshi trở thành phu nhân triều đình của Hoàng đế Go-Nijō. Cô ấy đã đạt được vị trí của chūgū vào cuối năm đó. Tuy nhiên, cô không sinh con hoàng đế.  Năm 1308, Go-Nijō chết, và Kinshi trở thành một nữ tu. Năm 1311, cô được ban cho cái tên Chōrakumon-in.
Cô mất ở năm 1352, hưởng thọ 70 tuổi.